# Schizonycha flavescens
Schizonycha flavescens är en skalbaggsart som beskrevs av Brenske 1898. Schizonycha flavescens ingår i släktet Schizonycha och familjen Melolonthidae. Inga underarter finns listade i Catalogue of Life.